# 中国人民政治协商会议江苏省委员会
中国人民政治协商会议江苏省委员会（简称江苏省政协）成立于1955年4月，是中国人民政治协商会议在江苏省的地方组织机构。

## 历届委员会

### 第一届
- 任期：1955年4月—1959年12月
- 主席：江渭清
- 副主席：陈光、冷遹、潘菽、李明扬、陈鹤琴、宫维桢、许家屯、钱孙卿、任崇高、李乐平（1956年3月－）、陆小波（1956年3月－）

### 第二届
- 任期：1959年12月—1964年9月
- 主席：江渭清
- 副主席：陈光、彭冲、李乐平、陈鹤琴、宫维桢、陆小波、任崇高、高一涵、杨廷宝、张光中（1962年6月－）

### 第三届
- 任期：1964年9月—1977年12月
- 主席：江渭清
- 副主席：陈光、彭冲、李乐平、陈鹤琴、宫维桢、陆小波、任崇高、高一涵、杨廷宝、张光中

### 第四届
- 任期：1977年12月—1983年4月
- 主席：许家屯 → 惠浴宇（1979年8月－1980年1月） → 包厚昌（1980年1月－）
- 副主席：刘顺元、宫维桢、张光中、张启龙、李士英、管文蔚、杨廷宝、吴贻芳、刘国钧、陈鹤琴、曾如清、包厚昌、刘树勋、陈中凡、华诚一、王昭铨、廖运泽、丁光训、韦永义（1979年8月－）、朱辉（1979年8月－）、刘毓标（1979年8月－）、陈玉生（1979年8月－）、叶胥朝（1979年8月－）、张敬礼（1979年8月－）、黄朝天（1980年1月－）、吴觉（1980年1月－）、周文在（1980年1月－）、陈立平（1980年1月－）、艾明山（1980年1月－）、顾复生（1980年1月－）、刘烈人（1980年1月－）、邓昊明（1980年1月－）、高觉敷（1980年1月－）、欧阳惠林（1980年1月－）

### 第五届
- 任期：1983年4月—1988年1月
- 主席：钱钟韩
- 副主席：吴贻芳、韦永义、王昭铨、廖运泽、丁光训、邓昊明、高觉敷、欧阳惠林、左爱、陈敏之、陈邃衡、程秉文、杜子威、宫维桢（1984年6月－）、罗运来（1985年5月－）、刘星汉（1985年5月－）、陈宗烈（1987年4月－）

### 第六届
- 任期：[1]
- 主席：钱钟韩 → 孙颔（1989年4月24日－）
- 副主席：罗运来、丁光训、邓昊明、高觉敷、陈宗烈、陈敏之、陈邃衡、程秉文、刘星汉、章臣桓、杭鸿志

### 第七届
- 任期：[2]
- 主席：孙颔
- 副主席：段绪申、陈邃衡、章臣桓、彭司勋、徐英锐、韩文藻、童傅、沙人麟、戴树和、林玉英（1997年3月－）

### 第八届
- 任期：[3]
- 主席：曹克明
- 副主席：胡福明、段绪申、韩文藻、胡序建、周桑漪、林玉英、闵乃本、朱兆良、冯健亲、陈凌孚、李仁、顾浩（2001年2月政协八届四次全会上当选）、吴冬华（八届四次全会上当选）、林祥国（2002年2月政协八届五次全会上当选）

### 第九届
- 任期：[4]
- 主席：许仲林
- 副主席： 王荣炳、林玉英、闵乃本、朱兆良、冯健亲、陈凌孚、李仁、吴冬华、林祥国、陆军、曹卫星、黄因慧、孙安华（2005年1月－）、任彦申（2006年1月－）、吴瑞林（2006年1月－）、周珉（2006年1月－）、武继烈（2007年1月－）、陈宝田（2007年1月－）

### 第十届
- 任期：2008年1月－2013年1月
- 主席：张连珍
- 副主席：周珉、张九汉、陈凌孚、曹卫星、黄因慧、陈宝田（辞职）、包国新、程崇庆、周健民、范燕青（补选）
- 秘书长：刘立仁

### 第十一届
- 任期：2013年1月－2018年1月
- 主席：张连珍 → 蒋定之
- 副主席：何权、程崇庆、周健民、罗一民、范燕青、徐南平、朱晓进、洪慧民、麻建国、阎立（增选）
- 秘书长：吴洪彪

### 第十二届
- 任期：2018年1月[5]－
- 主席：黄莉新（－2022年1月） → 张义珍（2022年1月－）
- 副主席：周健民、朱晓进、洪慧民、麻建国、阎立、胡金波（－2020年1月）、周继业、王荣平、胡刚、姚晓东（2020年1月－）、杨岳（2022年1月－）
- 秘书长：杨峰（－2021年1月） → 黄继鹏（2021年1月－）

### 第十三届
- 任期：2023年1月
- 主席：张义珍
- 副主席：杨岳、惠建林、洪慧民、胡刚、姚晓东、张乐夫、周岚、马余强、韩立明（2025年1月－）、方伟（2025年1月－）
- 秘书长：诸纪录